# Niederhausbergen
Niederhausbergen település Franciaországban, Bas-Rhin megyében. Lakosainak száma 1697 fő (2022. január 1.). Niederhausbergen Mittelhausbergen, Bischheim, Griesheim-sur-Souffel, Hœnheim, Mundolsheim, Schiltigheim és Souffelweyersheim községekkel határos.

## Népesség
A település népességének változása:
| Lakosok száma | 1394 | 1455 | 1535 | 1590 | 1657 | 1663 | 1669 | 1673 | 1697 |
|               | 2013 | 2015 | 2016 | 2017 | 2018 | 2019 | 2020 | 2021 | 2022 |